# 연애의 발동: 상해여자, 부산남자
"연애의 발동: 상해여자, 부산남자"는 2014년에 개봉한 대한민국 & 중국의 합작 영화이다.

## 캐스팅
- 지진희 : 박준호 역
- 천이한 : 황얼샨 역
- 천쉐둥 : 이펑 역
- 우혜림 : 재희 역
- 종려시 : 준호전처 역
- 제계 : 슈이궈 역
- 이흔운 : 안 역
- 박상면 : 경찰 역